# Johann Bach
Johann Bach (26 november 1604 – begraven 13 mei 1673) is het oudste lid van de beroemde Bach-familie dat zich bezighield met muziek. Hij was een oudoom van Johann Sebastian Bach.
Johann Bach werd geboren te Wechmar, als zoon van Johannes Bach. Hij was een broer van Christoph Bach en Heinrich Bach. In 1635 werd hij organist te Schweinfurt. Vervolgens vestigde hij zich als organist te Erfurt. Hij huwde in 1636 met de oudste dochter van zijn leraar; zij stierf echter binnen een jaar. In 1637 trouwde Bach opnieuw, ditmaal met Hedwig Lämmerhirt. Hun kinderen volgden allemaal een carrière in de muziek, als stadsmuzikant, dirigent, of kerkorganist. De familie Bach beheerste gedurende honderd jaar het muzikale leven van Erfurt.
Bach overleed op 68-jarige leeftijd te Erfurt, waar hij op 13 mei 1673 werd bijgezet.
Van Johann Bach zijn slechts weinig werken bewaard gebleven. Zijn achterneef J.S. Bach bracht ze bijeen in het "Altbachischen Archiv".
- Bibliothèque nationale de France: cb13891029s (data)
- Gemeinsame Normdatei: 123841690
- International Standard Name Identifier: 0000 0000 8092 0069
- Library of Congress Control Number: n85251516
- MusicBrainz: 28a81bc7-7f1f-4c95-9f41-6100453760ea
- Nationale Bibliotheek van Tsjechië: xx0197653
- Nationale bibliotheek van Australië: 35435297
- Nationale Bibliotheek van Israël: 987007285111605171
- Nationale Bibliotheek van Polen: a0000002852986
- Nederlandse Thesaurus van Auteursnamen: 095342850
- Istituto Centrale per il Catalogo Unico: MUSV003527
- LIBRIS: 209873
- Système universitaire de documentation: 118978829
- Trove: 951866
- Virtual International Authority File: 12490778
- WorldCat: E39PBJgRT3hBQhvwFMfGPtpXVC